# 그물적혈구
그물적혈구(영어: reticulocyte)는 혈액학에서 미성숙 적혈구(red blood cell, RBC)이다. 망상적혈구(網狀赤血球)라고도 한다. 적혈구 생성(erythropoiesis. 적혈구 형성) 과정에서 망상적혈구는 골수에서 발생하여 성숙된 후 성숙한 적혈구로 발전하기 전에 혈류를 따라 약 하루 동안 순환한다. 성숙한 적혈구와 마찬가지로 포유동물의 망상적혈구에는 세포핵이 없다. 뉴 메틸렌 블루(new methylene blue) 및 로마노프스키 염색(Romanowsky staining)과 같은 특정 염색을 통해 현미경으로 볼 수 있는 리보솜 RNA의 그물망 네트워크 때문에 그물적혈구라고 부른다.

## 의학적 중요성

### 미성숙 그물적혈구 분율
미성숙 그물적혈구 분율(immature reticulocyte fraction, IRF)

## 같이 보기
- 살균제
- 단핵성 식세포계